# Glava kyrka
Glava kyrka är en kyrkobyggnad i Glava i Karlstads stift och som uppfördes 1735-1738.
Den äldsta kyrkan var en enkel träkonstruktion som låg cirka sju kilometer söder om dagens Glava kyrka. Med tiden blev den för liten för ortens behov och därför uppförde man en ny kyrka under ledning av murarmästaren Christian Haller. Haller hade några år tidigare byggt Karlstads domkyrka. 

## Utförande
Glava kyrka är en typisk barockkyrka och består av ett rektangulärt långhus med tresidigt avslutat korparti. I öster finns en sakristia och ett västtorn. Senare har västtornets nuvarande spira tillkommit, liksom utbyggnaden framför kyrkans södra portal. Takmålningarna i kyrkorummet är utförda av Hans Georg Schüffner, en kyrkomålare från Göteborg.

## Inventarier
- Predikstolen tillverkades år 1738 av bildhuggaren Isak Schullström
- Från den medeltida kyrkan har bland annat bevarats den så kallade Glavamadonnan, en Mariabild snidad i ek och daterad till 1200-talet.

## Orgel
- 1863 byggde Per Åkerman, Stockholm en orgel med 9 stämmor.
- 1936 byggde E A Setterquist & Son i Örebro en pneumatisk orgel med registersvällare. Den hade även fria och fasta kombinationer samt automatisk pedalväxling. Fasaden är från 1863 års orgel.

| Huvudverk I         | Svällverk II       | Pedal        | Koppel    |
| Borduna 16’         | Flöjtprincipal 8’  | Subbas 16’   | I/P       |
| Principal 8’        | Rörflöjt 8’        | Ekobas 16’   | II/P      |
| Gedackt 8’          | Kvintadena 8’      | Octavbas 8'  | II/I      |
| Gamba 8’            | Salicional 8’      | Borduna 8'   | I 4'/I    |
| Octava 4'           | Voix Céleste 8'    | Nachthorn 4' | II 16'/I  |
| Flûte octaviante 4' | Gemshorn 4'        | Basun 16'    | II 4'/I   |
| Kvinta 2 2⁄3'       | Fugara 4'          |              | II 16'/II |
| Octava 2'           | Nasard 2 2⁄3'      |              | II 4'/II  |
| Mixtur IV ch        | Blockflöjt 2'      |              | II 4'/P   |
| Trumpet 8'          | Ters 1 3⁄5'        |              |           |
|                     | Sesquialtera II ch |              |           |
|                     | Krumhorn 8'        |              |           |